# Cúp Chủ tịch AFC 2008
Cúp Chủ tịch AFC 2008 là giải đấu bóng đá Cúp Chủ tịch AFC lần thứ tư gồm 2 giai đoạn. Ở giai đoạn đấu bảng, mười một đội bóng chia vào ba bảng thi đấu tại Malaysia, Đài Loan và Sri Lanka, các đội đá vòng tròn 1 lượt chọn 3 đội xếp đầu ba bảng và 1 đội xếp nhì bảng có kết quả tốt nhất vào vòng chung kết diễn ra từ ngày 19 đến 21 tháng 9 năm 2008 ở Kyrgyzstan.

## Vòng đấu bảng

### Bảng A
Các trận đấu diễn ra vào tháng 6 năm 2008 ở Malaysia.
| Đội                    | Điểm | Số trận | Thắng | Hòa | Thua | Bàn thắng | Bàn thua | Hiệu số |
| ---------------------- | ---- | ------- | ----- | --- | ---- | --------- | -------- | ------- |
| Regar-TadAZ Tursunzoda | 7    | 3       | 2     | 1   | 0    | 6         | 4        | +2      |
| Cảnh sát Mahendra      | 5    | 3       | 1     | 2   | 0    | 7         | 3        | +4      |
| Abahani Ltd.           | 3    | 3       | 1     | 0   | 2    | 2         | 6        | -4      |
| WAPDA                  | 1    | 3       | 0     | 1   | 2    | 2         | 4        | -2      |

| Cảnh sát Mahendra                 | 4 - 0  | Abahani Ltd. |
| --------------------------------- | ------ | ------------ |
| Thapa 15' · Rai 18' 56' 70' (pen) | Report |              |

| Regar-TadAZ Tursunzoda        | 2 - 1  | WAPDA     |
| ----------------------------- | ------ | --------- |
| Hasanov 17' · Tukhtasunov 76' | Report | Niazi 24' |

| WAPDA        | 1 - 1  | Cảnh sát Mahendra |
| ------------ | ------ | ----------------- |
| Ali Shah 78' | Report | Rai 89'           |

| Abahani Ltd. | 1 - 2  | Regar-TadAZ Tursunzoda     |
| ------------ | ------ | -------------------------- |
| Awudu 25'    | Report | Rabimov 15' · Ismoilov 45' |

| WAPDA | 0 - 1  | Abahani Ltd. |
| ----- | ------ | ------------ |
|       | Report | Ameli 84'    |

| Cảnh sát Mahendra     | 2 - 2  | Regar-TadAZ Tursunzoda |
| --------------------- | ------ | ---------------------- |
| Ghimire 33' · Rai 67' | Report | Rabimov 47' 90+1'      |

### Bảng B
Các trận đấu diễn ra vào tháng 4 năm 2008 ở Đài Loan.
| Đội                 | Điểm | Số trận | Thắng | Hòa | Thua | Bàn thắng | Bàn thua | Hiệu số |
| ------------------- | ---- | ------- | ----- | --- | ---- | --------- | -------- | ------- |
| Dordoi-Dynamo Naryn | 6    | 2       | 2     | 0   | 0    | 5         | 0        | 5       |
| Nagacorp FC         | 1    | 2       | 0     | 1   | 1    | 2         | 4        | -2      |
| Công ty Điện        | 1    | 2       | 0     | 1   | 1    | 2         | 5        | -3      |

| Nagacorp FC                         | 2 - 2  | Công ty Điện           |
| ----------------------------------- | ------ | ---------------------- |
| Hok Sotitya 45' · Teab Vathanak 58' | Report | Chiang Shih-lu 78' 84' |

| Công ty Điện | 0 – 3  | Dordoi-Dynamo Naryn                                        |
| ------------ | ------ | ---------------------------------------------------------- |
|              | Report | Mirlan Murzaev 19' · Ildar Amirov 78' · Davron Askarov 80' |

| Nagacorp FC | 0 – 2  | Dordoi-Dynamo Naryn                       |
| ----------- | ------ | ----------------------------------------- |
|             | Report | Vadim Harchenko 13' · Roman Ablakimov 74' |

### Bảng C
Các trận đấu diễn ra vào tháng 4 năm 2008 ở Sri Lanka.
| Đội              | Điểm | Số trận | Thắng | Hòa | Thua | Bàn thắng | Bàn thua | Hiệu số |
| ---------------- | ---- | ------- | ----- | --- | ---- | --------- | -------- | ------- |
| FC Asgabat       | 6    | 3       | 2     | 0   | 1    | 9         | 2        | 7       |
| Kan Baw Za       | 6    | 3       | 2     | 0   | 1    | 14        | 3        | 11      |
| Ratnam SC        | 6    | 3       | 2     | 0   | 1    | 10        | 5        | 5       |
| Transport United | 0    | 3       | 0     | 0   | 3    | 2         | 25       | -23     |

| Ratnam SC | 7 – 1  | Transport United   |
| --- | ------ | ------------------ |
| Channa Ediribandanage 17' 41' 90' · Mohamed Asmeer 25' · Siyaguna Weerasinghe 59' · Kasun Jayasuriya 60' · Pasqual Pushpakumara 79' | Report | Ugyan Wangchuk 22' |

| FC Asgabat | 0 – 1  | Kan Baw Za      |
| ---------- | ------ | --------------- |
|            | Report | Thi Ha Kyaw 85' |

| Transport United | 1 – 7  | FC Asgabat                                                             |
| ---------------- | ------ | ---------------------------------------------------------------------- |
| Pradhan 93'      | Report | Gurbani 21' · Amanow 32', 36', 48' · Murhalyýew 41', 50' · Saparow 71' |

| Kan Baw Za    | 2 – 3  | Ratnam SC                        |
| ------------- | ------ | -------------------------------- |
| Kyaw 43', 50' | Report | Jayasuriya 9', 81' · Mohamed 54' |

| Ratnam SC | 0 – 2  | FC Asgabat                |
| --------- | ------ | ------------------------- |
|           | Report | Çoňkaýew 39' · Amanow 45' |

| Kan Baw Za                                                                          | 11 – 0 | Transport United |
| ----------------------------------------------------------------------------------- | ------ | ---------------- |
| Kyaw 11', 36', 90+2' · Tun 15', 23', 31', 71' · Lwin 38' · Htet 41', 51' · Than 74' | Report |                  |

## Bán kết
Các đội vào vòng bán kết:
1. Dordoi-Dynamo Naryn
2. Regar-TadAZ Tursunzoda
3. FC Asgabat
4. Cảnh sát Mahendra

| Dordoi-Dynamo                 | 3 – 1  | Cảnh sát Mahendra |
| ----------------------------- | ------ | ----------------- |
| Tetteh 19', 84' · Murzaev 59' | Report | Thapa 72'         |

| Regar-TadAZ                                                | 4 – 3 (thêm giờ) | FC Aşgabat                               |
| ---------------------------------------------------------- | ---------------- | ---------------------------------------- |
| Rustamov 23' · Simões 29' · Minhairov 87' · Makhmudov 112' | Report           | Ataýew 25' · Geldiýew 35' · Mirzoýew 69' |

## Chung kết
| Dordoi-Dynamo | 1 - 1 (3 - 4 pens.) | Regar-TadAZ     |
| ------------- | ------------------- | --------------- |
| Tetteh 33'    | Report              | Tukhtasunov 53' |

| Dordoi-Dynamo | Regar-TadAZ |

| DORDOI-DYNAMO:   |    |                  |      |     |
|                  |    |                  |      |     |
| TM               | 1  | Vladislav Volkov |      |     |
| HV               | 3  | Talant Samsaliev | 117' |     |
| HV               | 4  | Ruslan Sydykov   |      |     |
| HV               | 8  | Azamat Baimatov  |      |     |
| HV               | 20 | Igor Kudrenko    |      |     |
| TV               | 5  | Sergey Knyazev   |      | 60' |
| TV               | 7  | Aibek Bokoev     | 16'  | 96' |
| TV               | 18 | Vadim Harchenko  |      |     |
| TĐ               | 6  | Daniel Tago      | 62'  |     |
| TĐ               | 9  | David Tetteh     |      |     |
| TĐ               | 10 | Mirlan Murzaev   |      | 70' |
| Dự bị:           |    |                  |      |     |
| HV               | 2  | Faruh Abitov     |      | 60' |
| TV               | 13 | Davron Askarov   |      | 96' |
| TĐ               | 19 | Ildar Amirov     |      | 70' |
| Huấn luyện viên: |    |                  |      |     |
| Boris Podkorytov |    |                  |      |     |

| REGAR-TADAZ:            |    |                       |      |      |
|                         |    |                       |      |      |
| TM                      | 16 | Alisher Dodov         |      |      |
| HV                      | 2  | Safarali Karimov      |      |      |
| HV                      | 5  | Maruf Rustamov        | 71'  |      |
| HV                      | 6  | Farrukh Choriev       |      |      |
| HV                      | 13 | Naim Nasirov          | 16'  |      |
| TV                      | 9  | Khurshed Makhmudov    |      |      |
| TV                      | 10 | Jamshed Ismailov      | 112' |      |
| TV                      | 11 | Alisher Hakberdiev    |      | 46'  |
| TV                      | 23 | Ilhomzhon Orkitov     |      | 120' |
| TĐ                      | 14 | Davronjon Tukhtasunov |      | 62'  |
| TĐ                      | 18 | Victor Simões         |      |      |
| Dự bị:                  |    |                       |      |      |
| HV                      | 3  | Farkhodzon Kholbekov  |      | 46'  |
| TV                      | 7  | Ibrahim Rabimov       |      | 62'  |
| TĐ                      | 17 | Shujoat Nematov       |      | 120' |
| Huấn luyện viên:        |    |                       |      |      |
| Khabibulloev Makhmadjon |    |                       |      |      |

| BIÊN CHẾ TRỌNG TÀI - Trọng tài biên: Sokhandan Reza - Trọng tài biên: Bakhtiyor Tagaev |

### Vô địch
| Vô địch Cúp Chủ tịch châu Á 2008 Regar-TadAZ Lần thứ hai |